# エドゥアルド・シボリ
エドゥアルド・シボリ（Eduardo Sívori、1847年10月13日 - 1918年6月5日）は、アルゼンチンの画家である。アルゼンチンの風景や写実的な人物がを描いた。

## 略歴
ブエノスアイレスで生まれた。イタリアのジェノヴァに出自を持つ商人の家の出身で、若いころから美術が好きであったが、1870年代初めにに、父親がシボリをパリに出張に送ったために、パリの美術に触れることができた。
ブエノスアイレスに戻ると、アルゼンチンの画家たちと絵を学び、1876年にジュゼッペ・アグィアーリ（Giuseppe Aguiari:1843-1885）やエドゥアルド・スキアフィーノ（1858-1935）らとブエノスアイレスの美術振興協会(Sociedad Estímulo de Bellas Artes)の創立者の一人となった。
1882年に再びパリに渡り、アカデミー・コラロッシに入学し、ラファエル・コランやピエール・ピュヴィス・ド・シャヴァンヌ、ジャン＝ポール・ローランスに学んだ。1884年のアメリカのセントルイスで開かれる博覧会の美術展に参加し金メダルを受賞した。1887年に、フランス芸術家協会のサロンに女性のヌードを描いた絵画を出展し、フランスの報道に取り上げられ、この作品はブエノスアイレスでも展示された。1888年から1890年の間、毎年フランス芸術家協会のサロンに出展し、1889年のパリ万国博覧会にも出展した。
1892年にブエノスアイレスに戻ると、美術の展示場（Ateneo）の設立に尽力し、ブエノスアイレスの美術振興協会を国立の美術学校にする計画のために画家のエルネスト・デ・ラ・カルコヴァとともに働いた。振興協会の理事を1908年まで務め、その後も教員として働いた。
1918年にブエノスアイレスで亡くなった。
アルゼンチンの風景や写実的な人物がを描いた。1938年にブエノスアイレスにエドゥアルド・シボリの名前を付けた公立の造形美術館「Museo de Artes Plásticas Eduardo Sívori」が開館した。

## 作品

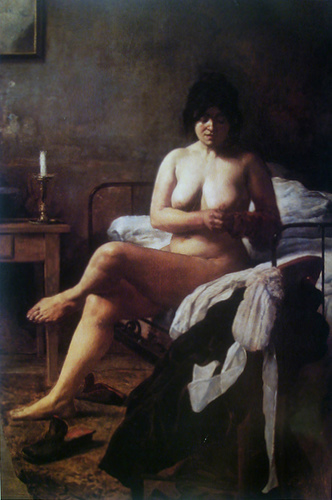
メイドの目覚め (1887) アルゼンチン国立美術館
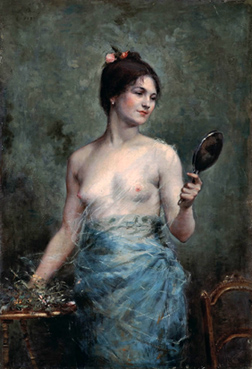
鏡を見る女性 (1889) Museo de Bellas Artes Juan B. Castagnino
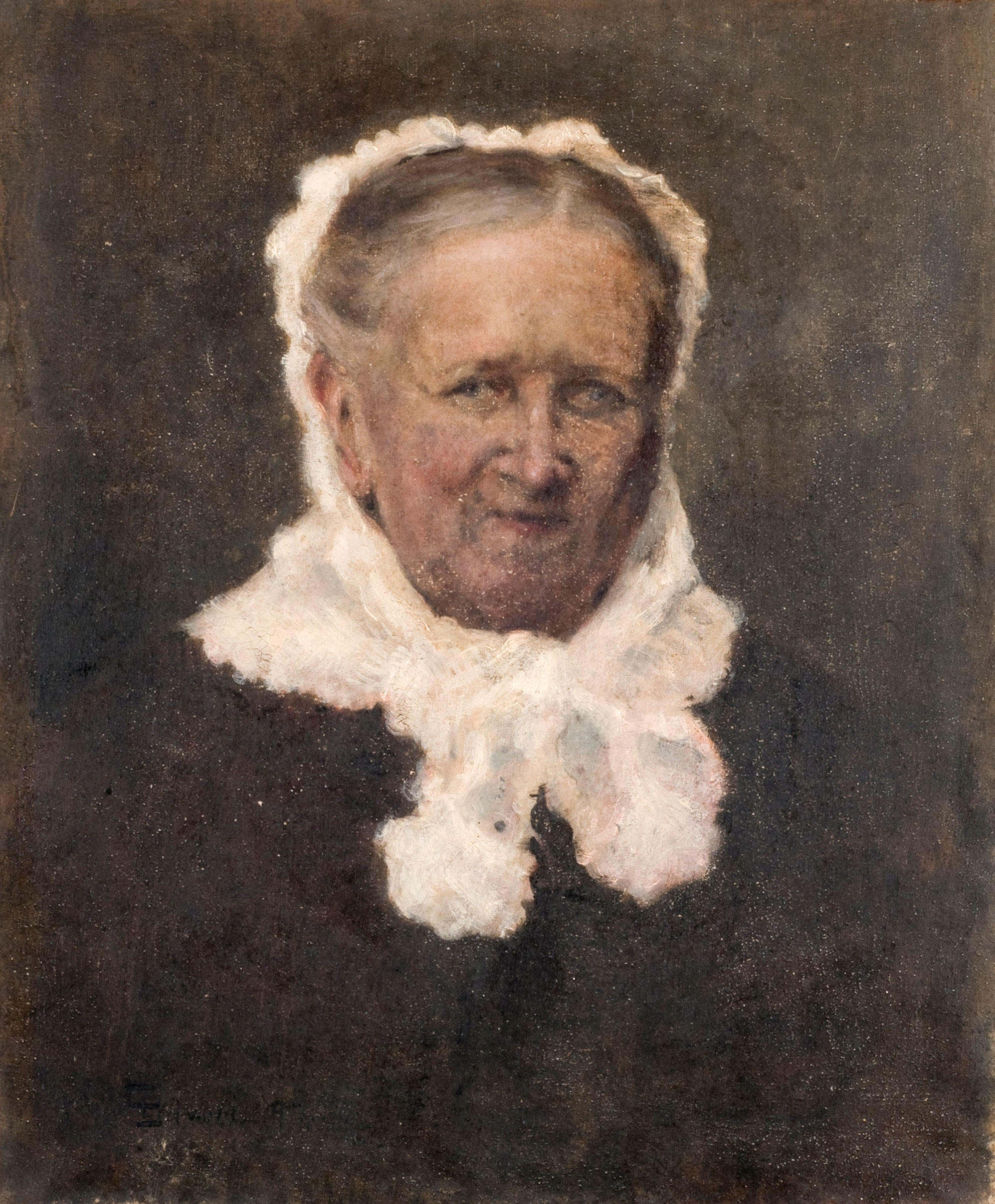
Mrs. Ignacia Martinez de Hoz de Casaresの肖像画(1897) アルゼンチン国立美術館
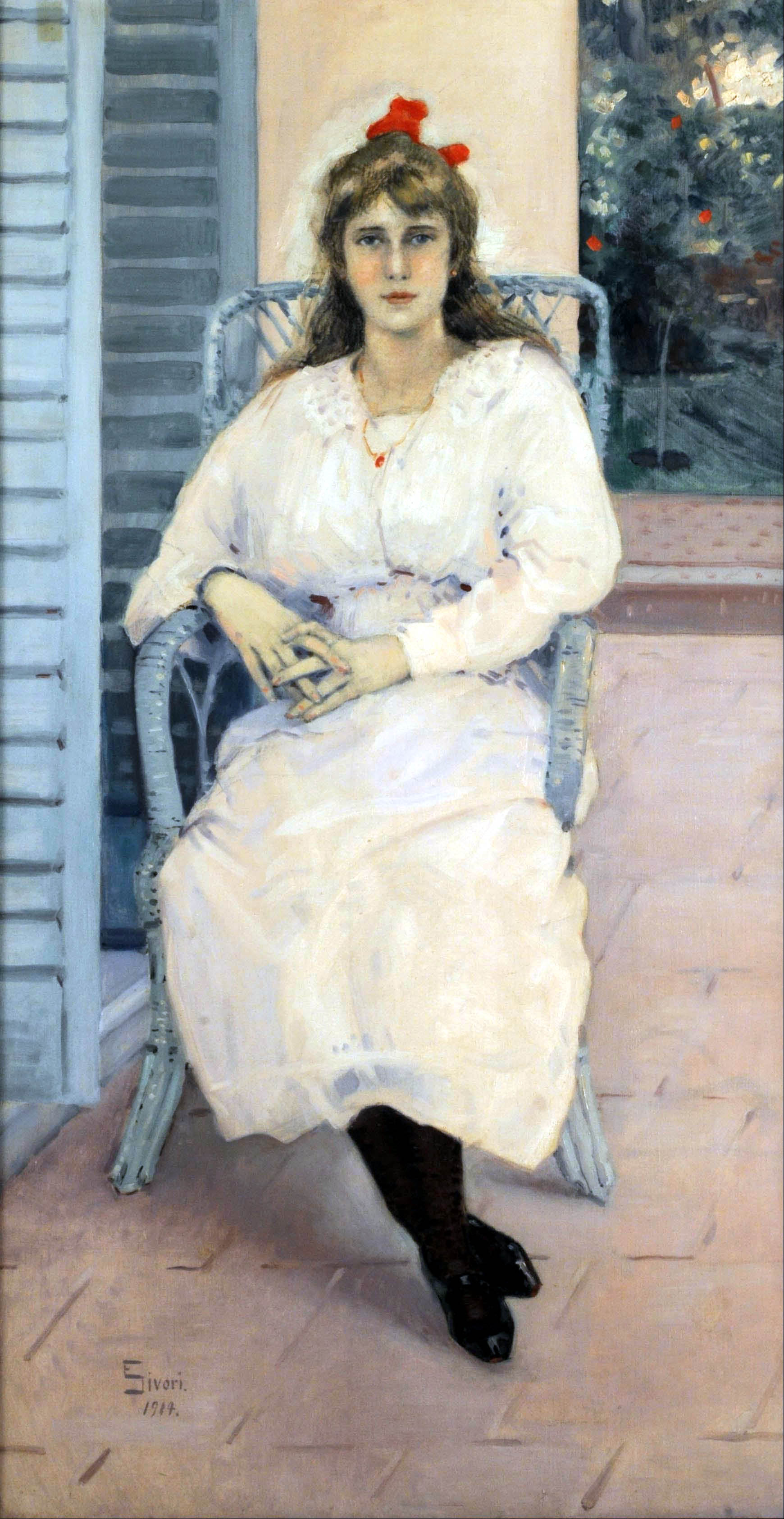
春 (1914)

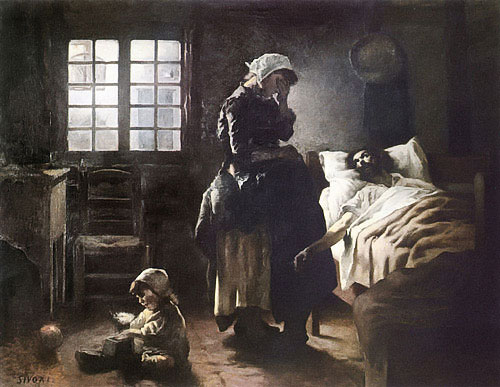
農民の死 (1888)
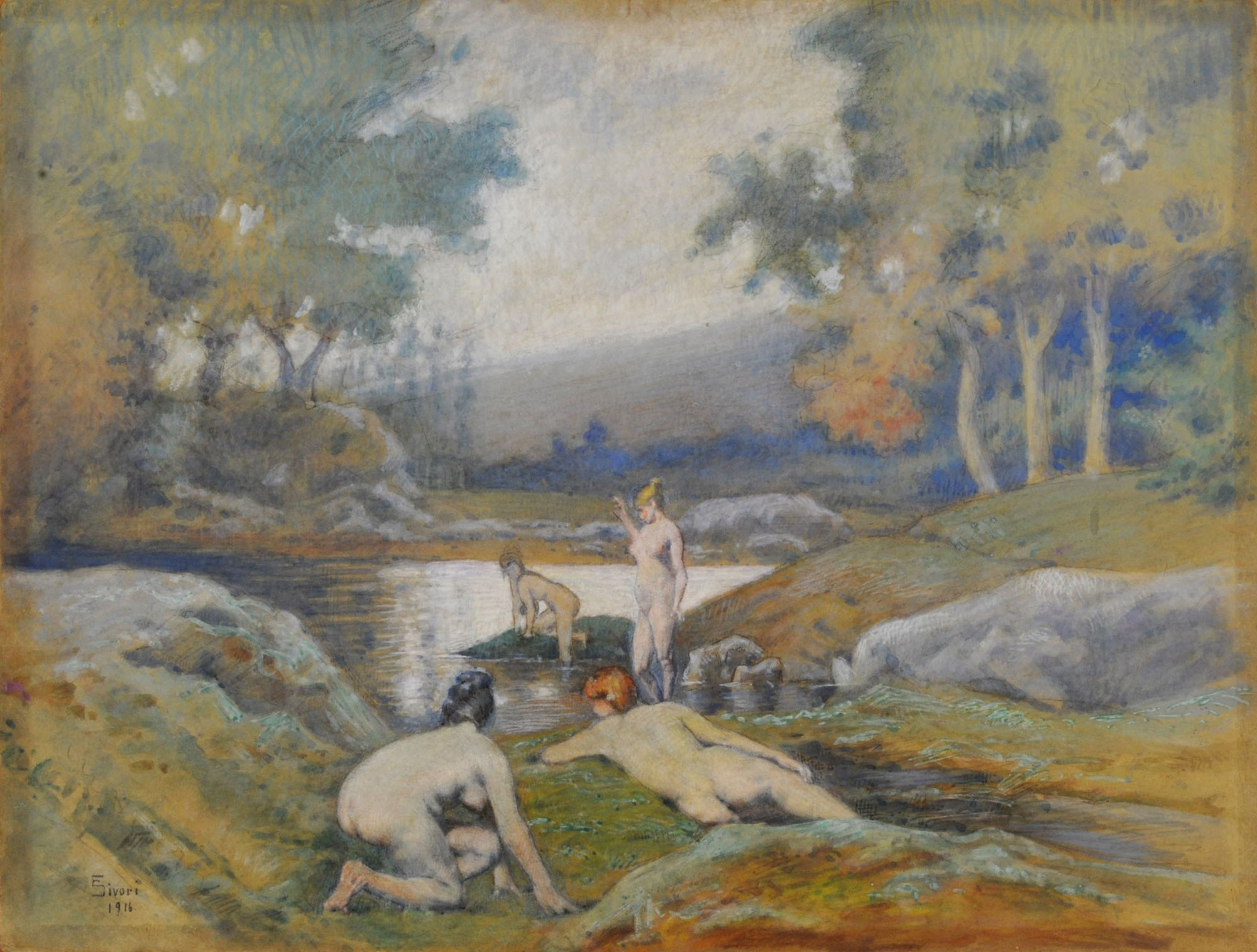
水浴する女性たち(1916) アルゼンチン国立美術館
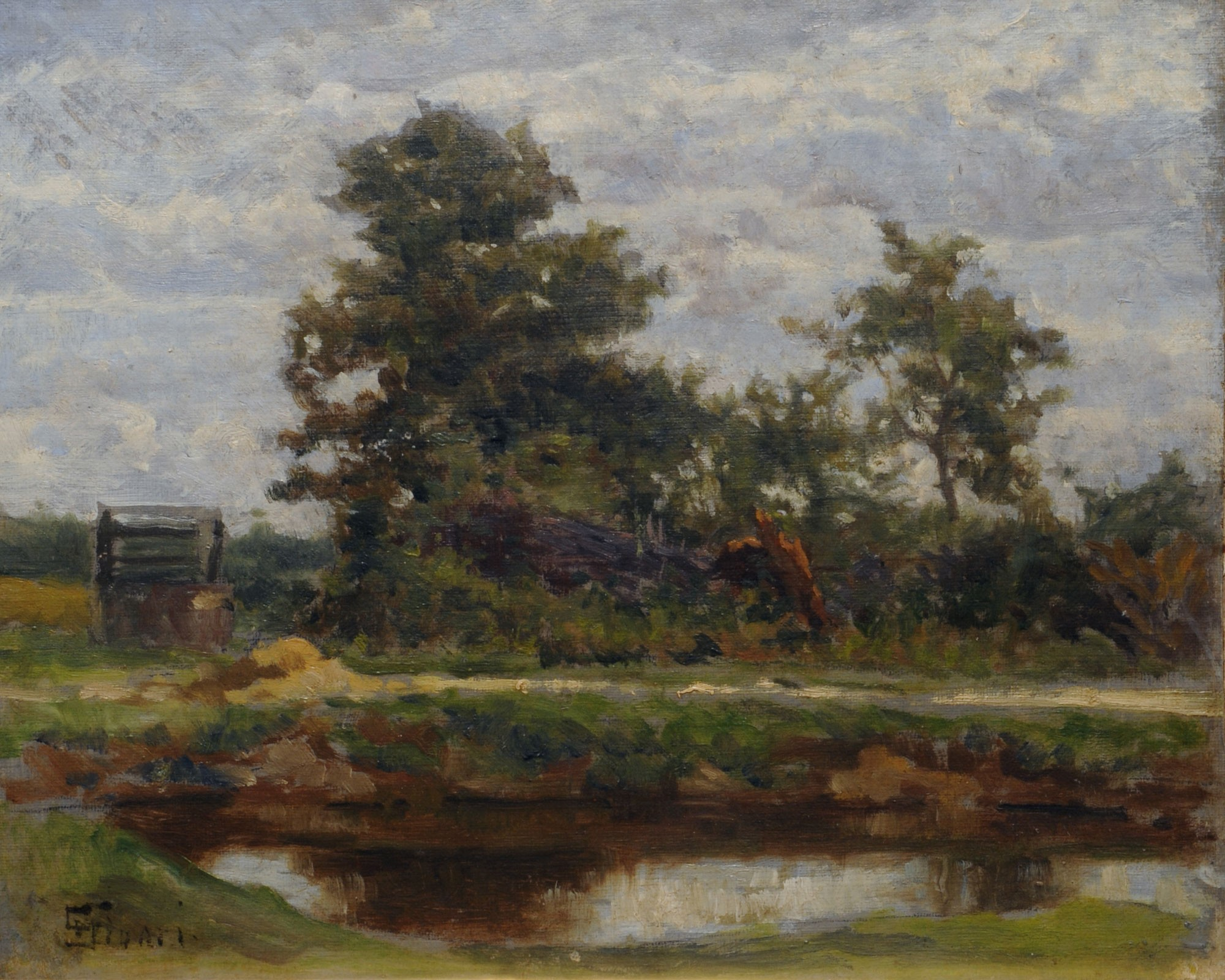
風景 アルゼンチン国立美術館